# 全國民主聯盟 (緬甸)
全國民主聯盟（緬甸語：、國際音標：[ʔəmjóðá dìmòkəɹèsì ʔəpʰwḛdʑoʊʔ]、簡稱全民聯、民盟）是一個緬甸政黨，成立於1988年9月27日，創辦人包括前緬甸陸軍副總參謀長昂季、緬甸國防部部長丁吳和昂山將軍的女兒昂山素姬。1988年成立後至2015年緬甸議會選舉前，一直是緬甸最大的反對黨及政治組織，曾是緬甸執政黨，由出任國務資政的昂山素姬領導，在2021年缅甸政变中被敏昂莱將軍推翻，2023年3月該黨被缅甸军政府勒令解散。

## 历史
在1990年緬甸議會選舉中，全國民主聯盟在492個議席中贏得392席，佔83%，但軍政府拒絕交出權力而廢除選舉結果，其後昂山素姬遭到長期軟禁及限制出入境，直至2010年底才正式獲釋。
全國民主聯盟的一些成員另外參與成立名為「緬甸聯邦民族聯合政府」的流亡政府。
2001年，緬甸政府容許全國民主聯盟重開國內所有的辦事處，但到了2004年又被強行關閉。
2010年5月6日，全國民主聯盟因其許多著名成員被禁止參選並拒絕驅逐這些成員重新登记，遂被軍政府強行解散，未能參與2010年緬甸議會選舉。
2011年12月，全国民主联盟被允许重新登记注册并参加选举，且参加于2012年举行的缅甸议会补选。2011年12月初美国国务卿希拉里·克林頓访问缅甸并敦促缅甸继续推进改革，美国还将放松对缅甸的制裁。

### 2012年议会补选
2012年4月1日，该黨参与议会补选角逐竞选44个议席。最终获得了43席（联邦议会人民院37席、民族院4席共计41席，地方议会2席），因此成为缅甸联邦议会中的第二大政党和最大的反对党，昂山素季于4月23日首次入职联邦议会。

### 首次党代会
2013年3月8日，全国民主联盟在缅甸仰光召开第一次党代表大会。该党资深领导人、国会议员翁强说：“全民盟自24年前成立，这是首次召开党大会。”大会为期三天，有来自缅甸各地260个城镇的850名党代表参加，以选出该党新的领导层（15名中央执委及120名中央委员）、并制定未来的政策和政纲。翁山蘇姬在本次大会上连任党主席和总书记。

### 2015年缅甸议会选举
2015年11月13日，缅甸联邦选举委员会公布全国民主联盟已在两院均获得过半数席位。

### 2020年缅甸议会选举
2020年11月13日，缅甸联邦选举委员会公布全国民主联盟已在两院均获得过半数席位。2021年2月1日，因緬甸軍方發動政變而出現變數。

### 被解散
2023年1月，軍政府頒布新的政黨登記法，設下最低黨員人數、候選人和職位等條件，現有政黨必須在生效後60日內（即3月28日）之前重新向選舉委員會申請登記，而未通過登記的政黨將「自動失效」並被視為解散。如果該黨自行解散或依法註銷登記，則該黨必須將其財產委託給政府。3月28日，國營媒體稱全國民主聯盟因拒絕遵守新政黨登記法而被解散；全民盟仰光地區執行委員會秘書表示，全國民主聯盟不會向選舉當局登記，因為這些機構是由「非法軍事委員會」建立的。

## 政治纲领
从1988年成立以来，该党就在军政府执政的环境下从事非暴力运动，争取缅甸早日实现向多党民主制的转变。该党支持自由、民主、人权、法治與民族和解。

## 象征物
党旗上绘着緬甸國鳥孔雀，同時亦代表了该党同該国军事独裁政府长期的斗争。